# سونور
سونور (انگلیسی: Sonor) شرکت تجهیزات موسیقی آلمانی است، که در سال ۱۸۷۵ تأسیس شد.